# Змея в геральдике

Змея на гербе германской общины Шланген — гласный герб. (Schlangen в переводе с немецкого языка означает змеи)

Змея́ является негеральдической фигурой в геральдике. Считается символом бессмертия и вечной жизни, являясь непременным атрибутом святых.
Общую известность получил посох Асклепия — символ врача. Две змеи обвиваются вокруг кадуцея, символа торговли.
Популярно также змеиное кольцо, при котором животное хватается за собственный хвост (уроборос). В этом положении она также символизирует бессмертие и вечную жизнь. Огненная змея Аспид является символом кузнецов.

## Символизм

Выплёвывающая ребёнка змея на гербе Висконти

Змея как мифологическое животное имеет очень многогранную символику, отражаемую в культуре, кино, литературе и во многих других областях, включая геральдику. Она не изображает конкретный вид змей в природе. 

## Использование

### Родовая геральдика
В гербе используется стилизованная змея, которая следует геральдическим желаниям носителя герба. Она может быть увенчана короной, иметь острый в виде стрелы или раздвоенный язык, может быть скрученной в узел или обвитой вокруг других гербовых фигур.
Определённого расположения на гербе, как у других гербовых фигур, нет. Возможны все геральдические цвета, необходимо только соблюдать установленные правила.
На некоторых гербах змея похожа на сказочное животное. Её изображают при этом с задними ногами льва, что соответствует больше линдворму. Змея может быть также крылатой, как на гербе Лукаса Кранаха. Змею также охотно помещают в клюв другим гербовым фигурам, например аисту.
На старых изображениях герба у змеи были уши и глотка в форме клюва. Иногда она изображается с вихром волос.
На гербе русских Орловых змея символизирует гидру.

### Государственная и муниципальная геральдика
Герб белорусского города Пружаны, находящегося на границе с Польшей, становился объектом исследования филологов-фольклористов. На нём изображена змея, держащая в пасти ребенка. В XIX веке утверждалось, что «речной змей проглотил ребенка», а в современном фольклоре появилась прямо противоположная версия, что «благородный змей спас ребенка и вернул его Королеве». Примечательно, что змей, держащий в пасти младенца, является символом автомобильного итальянского концерна Альфа-Ромео, там этот символ восходит к аристократическим династиям.

### Медицина

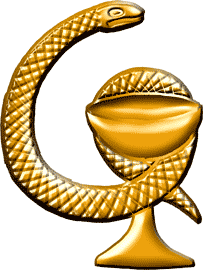
Эмблема военных медиков РККА, 1936

Чаша со змеёй является наиболее распространённой в России медицинской эмблемой. Долгое время некоторые историки науки трактовали символ медицины — змею, обвивающую чашу, — как утверждение целебного свойства змеиного яда. В частности, российский исследователь П. Е. Заблудовский считает, что изображение чаши рядом со змеёй появилось на рубеже нашей эры и означает сосуд, где хранился змеиный яд. Однако, по данным академика Павловского, такое изображение появилось лишь в XVI веке благодаря знаменитому врачу Парацельсу, впервые предложившему подобное сочетание.
Истинное значение этой эмблемы остается спорным. Возможно, что она олицетворяет собой лечебные свойства змеиного яда, так широко использовавшегося в медицине, и означает сосуд, где хранился змеиный яд. Змея же символизирует мудрость, знание, бессмертие и вообще все добрые начала.
Первые изображения чаши со змеёй относятся к 800—600 гг. до н. э. Змея и чаша изображались отдельно и были атрибутами в основном богинь здоровья Гигеи и Салуты. Изображения амфоры или чаши, обвитой змеёй, появились намного позднее. В античном мире эмблемой медицины была не ядовитая змея, а безобидный уж. Известна эмблема медицины в виде треножника Аполлона, обвитого змеёй.
В России эта эмблема под названием «Гиппократова чаша» стала основным медицинским символом в XVIII веке, хотя никаких официальных государственных документов, подтверждающих это, не обнаружено. Как отличие врачебной службы в армии чаша со змеёй (двумя змеями) была введена ещё при Петре I. Позже — см., например, Чара (герб). Змея, обвивающая ножку чаши и склонившая голову над самой чашей, как символ военной медицины, был утверждён в нашей стране Реввоенсоветом в 1924 году. Этот знак эмблема сохраняется в России до сих пор в качестве официальной эмблемы военно-медицинского состава всех родов.

### Религия
Св. Бенедикт изображается с чашкой яда и змеёй.

## Галерея

Герб Гарс-ам-Инна
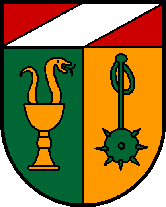
Герб города Петтенбах (Верхняя Австрия)
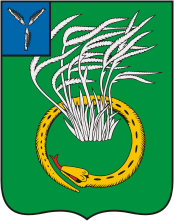
Герб Перелюбского района
Герб коммуны Офтерсхайм
Герб коммуны Монрон
Герб коммуны Монтескьё-Вольвестр
Польский герб «Дзюли»
Польский герб «Вонжик»
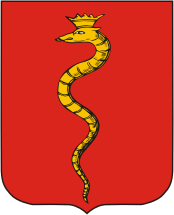
Герб Змиёва
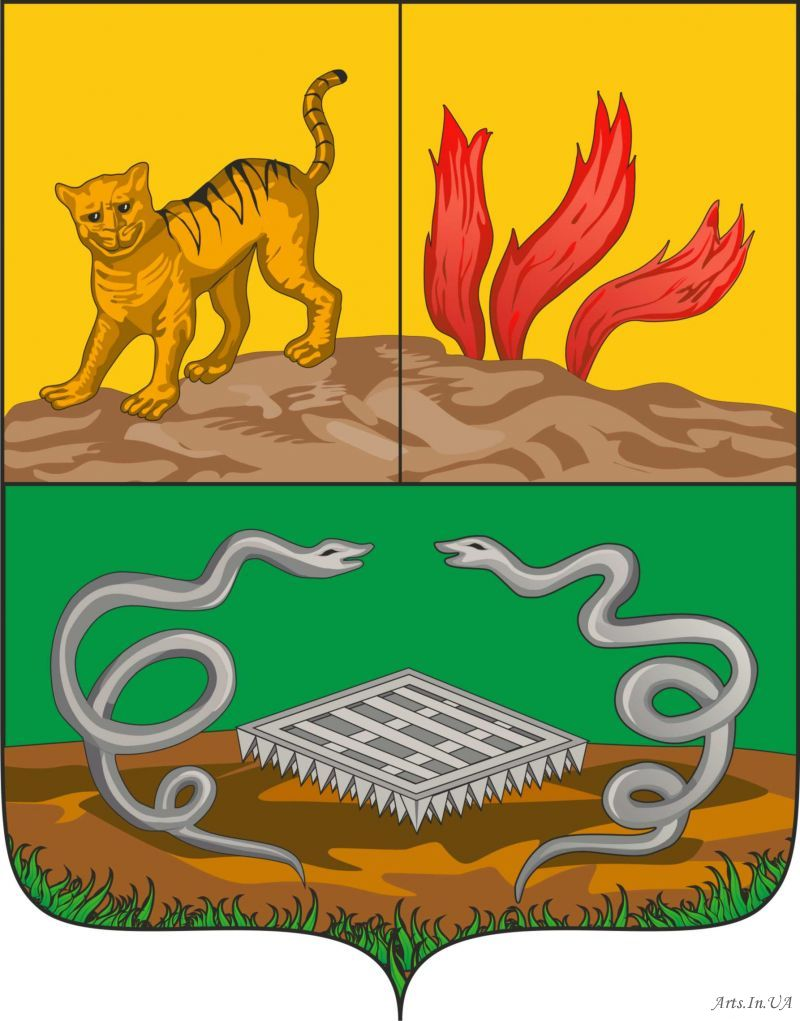
Герб Ленкорани